# Out of Control (musikalbum av Girls Aloud)
Out of Control är den brittiska popgruppen Girls Alouds femte studioalbum. Det gavs ut den 3 november 2008.

## Låtförteckning
1. "The Promise"
2. "The Loving Kind" (med Pet Shop Boys)
3. "Rolling Back the Rivers"
4. "Love is the Key"
5. "Turn 2 Stone"
6. "Untouchable"
7. "Fix Me Up"
8. "Love is Pain"
9. "Miss You Bow Wow"
10. "Revolution in the Head"
11. "Live in the Country"
12. "We Wanna Party" (bonusspår)

## Singlar
- "The Promise" (19 oktober 2008)

## Musiker
- Cheryl Cole
- Nadine Coyle
- Sarah Harding
- Nicola Roberts
- Kimberley Walsh